# Медицинская служба военно-морских сил Великобритании
Медицинская служба военно-морских сил Великобритании (англ. Royal Navy Medical Service) — медицинское подразделение Военно-морских сил Великобритании, отвечающее за оказание медицинской помощи военнослужащим флота. Сотрудничает активно со службой медицинских сестёр ВМС имени королевы Александры.

## История
Предшественниками медицинской службы были разнообразные военные врачи-хирурги и терапевты, служившие специально на флоте. В составе экипажа каждого корабля ВМФ Великобритании был хирург или его помощник, который занимался операцией раненых и лечением тех, кто не нуждался в хирургическом вмешательстве. Более опытные врачи работали или на капитальном корабле, или в сухопутном госпитале для моряков. Официально же медицинская служба была создана в 1918 году с текущей структурой.

## Структура
В состав медицинской службы входят медицинские офицеры (терапевты), младшие офицеры и медицинские помощники (парамедики). Медсёстры не входят в данную службу, поскольку работают в специальной службе имени королевы Александры. В настоящий момент численность составляет 1522 человека. Руководитель — вице-адмирал, хирург Алистер Джеймс Уолкер, почётный королевский хирург, главный морской офицер медицины. Покровителем и почётным командиром является Камилла, герцогиня Корнуольская. Она в своё время посетила учебный корабль HMS Escellent на острове Уэйл (графство Хэмпшир), где организовала церемонию награждения медицинских офицеров ВМС, вернувшихся из Афганистана.
Воинские звания офицерам медицинской службы присваиваются в том же порядке, в каком присваиваются служащим ВМС как таковых и Королевской морской пехоты. Помимо базового военного обучения, они могут за особые успехи получить право служить в подводном флоте Великобритании или же, пройдя специальный курс «All Arms Commando Course», получить аналогичное право на службу в рядах Королевской морской пехоты.

### Медицинский помощник
Медицинские помощники в британском флоте несут службу на всех крупных боевых кораблях и подводных лодках, оказывая первую медицинскую помощь экипажу, а также обучая членов экипажа правилам оказания этой помощи. На капитальных кораблях также есть медицинские техники, которые занимаются лабораторной деятельностью и помогают медицинским помощникам и офицерам. Медицинские помощники также имеют право заниматься медицинской деятельностью в сухопутных частях на побережье или в частях морской пехоты. Воинские звания медицинским помощникам присваиваются в том же порядке, в каком присваиваются служащим ВМС как таковых.

### Медицинский офицер
На капитальных кораблях (авианосцах, вертолётоносцах) и больших субмаринах есть отдельные медицинские службы, которыми руководят один или два медицинских офицера, но им предоставляется отдельный малый корабль в случае длительного похода. Медицинские офицеры имеют небольшие отличия в форме: на эполетах у них изображаются красные полосы между золотыми, также к их воинскому званию добавляется название «хирург» (англ. surgeon). В официальных заявлениях рядом с их именами никогда не пишется учёная степень доктора.

## Известные врачи ВМС
- Уильям Джоб Мэйлард[англ.], первый и единственный медик — кавалер Креста Виктории
- Иан Дженкинс[англ.], вице-адмирал, хирург
- Рик Джолли[англ.], капитан, хирург